# Protula alba
Protula alba är en ringmaskart som beskrevs av Benedict 1887. Protula alba ingår i släktet Protula och familjen Serpulidae. Inga underarter finns listade i Catalogue of Life.